# Festival Eurovisão da Canção Júnior
O Festival Eurovisão da Canção Júnior (muitas vezes abreviado para JESC) é uma competição internacional de música organizada pela União Europeia de Radiodifusão (EBU) anualmente desde 2003.
A competição tem muitas semelhanças com o Festival Eurovisão da Canção, de onde seu nome foi tirado. Cada emissora participante envia um ato, cujos membros têm entre 9 e 14 anos no dia do concurso e uma música original com duração máxima de 3 minutos para competir com os demais participantes participantes. Cada entrada representa o país servido pela emissora participante. Desde 2017, espectadores de todo o mundo são convidados a votar nas suas performances favoritas através de votação online, e um júri nacional de cada país participante também vota. O vencedor do concurso é o participante que receber mais pontos depois que as pontuações de cada país forem coletadas e totalizadas. As principais diferenças em relação ao Festival Eurovisão da Canção são que na versão júnior a canção deve ser predominantemente na língua do país que representa e os telespectadores podem votar no seu próprio país. A vencedora mais recente é Zoé Clauzure, da França, que venceu o concurso de 2023 em Nice, França, com sua canção "Cœur".
Além dos países participantes, o concurso também foi transmitido na Finlândia em 2003 e na Bósnia e Herzegovina em 2004 e de 2006 a 2011, em Andorra em 2006 e na Islândia em 2021, embora estes países ainda não tenham participado no concurso. Desde 2006, o concurso é transmitido ao vivo pela Internet através do site oficial do concurso. A Austrália foi convidada a participar no concurso de 2015, enquanto o Cazaquistão foi convidado no concurso de 2018, tornando-o o único grande evento da Eurovisão a apresentar múltiplas emissoras membros associadas.

## História
As origens do concurso remontam a 2000, quando a Danmarks Radio realizou um concurso de música para crianças dinamarquesas naquele ano e no ano seguinte. A ideia foi estendida a um festival de música escandinavo em 2002, o POP Nordic, com a participação da Dinamarca, Noruega e Suécia. Em 2001 e 2002, a emissora polonesa Telewizja Polska (TVP) sediou duas edições piloto de um concurso internacional de música para crianças em Konin com o nome Eurokonkurs (em português: Eurofestival) em 2001 e Światowy Konkurs Piosenki (em português: Concurso Mundial da Canção) em 2002 mas todo o projeto se chamava Eurokonkurs. TVP passou a realizar outras edições em Konin entre 2003 e 2006, algum tempo após a retirada inicial da Polónia do Festival Eurovisão da Canção Júnior. Em 2006, Eurokonkurs voltou como Światowe Talenty (em inglês: World Talents) e foi apresentado por Dominika Rydz e Weronika Bochat, que representaram a Polónia no Festival Eurovisão da Canção Júnior 2004 como parte do girl group KWADro.
Em novembro de 2002, a EBU teve a ideia de um concurso de música com crianças e abriu o concurso para todas as emissoras membros, tornando-o um evento pan-europeu. O título provisório do programa era "Eurovision Song Contest for Children", marcado com o nome da competição musical de longa data e já popular da EBU, o Festival Eurovisão da Canção. A Dinamarca foi convidada a sediar a primeira edição após a experiência com o MGP Nordic naquele país.
Depois de um primeiro concurso bem-sucedido em Copenhague, o segundo enfrentou vários problemas de localização. O evento originalmente deveria ter sido organizado pela emissora britânica ITV em Manchester, mas ITV anunciou então que, por motivos financeiros e de programação, o concurso afinal não aconteceria no Reino Unido. Pensa-se também que outro fator para a sua decisão foram as classificações de audiência dos anos anteriores para o ITV, que estavam abaixo do valor esperado. abordou a emissora croata HRT, que havia vencido o concurso anterior, para organizar o evento em Zagreb; embora mais tarde descobrisse que a HRT tinha 'esquecido' de reservar o local em que o concurso teria ocorrido. Foi neste ponto, com cinco meses restantes até o evento ser realizado, que a emissora norueguesa NRK entrou em cena para sediar o concurso em Lillehammer.
As emissoras tiveram de licitar os direitos de hospedar o concurso desde 2004 para evitar que tais problemas voltem a acontecer.  A Bélgica foi, portanto, o primeiro país a licitar com sucesso os direitos de sediar o concurso em 2005.
Todos também tiveram um CD produzido com as músicas do show. Entre 2003 e 2006, DVDs do concurso também foram produzidos, embora este tenha terminado por falta de interesse.
A  partir de 2008, o vencedor do concurso é decidido por 50% dos votos do televoto e 50% do júri nacional. Os vencedores de todos os concursos anteriores foram decididos exclusivamente por televoto. Entre 2003 e 2005, os espectadores tiveram cerca de 10 minutos para votar depois que todas as músicas já tivessem atuado. Entre 2006 e 2010, as linhas de televisão foram abertas ao longo do programa.
Desde 2011, os espectadores votam depois que todas as canções foram executadas. Os lucros obtidos com o televoto durante os concursos de 2007 e 2008 foram doados ao UNICEF.
Antes de 2007, a falha de uma emissora participante em não transmitir o concurso ao vivo incorreria em multa. Agora, as emissoras não são mais obrigadas a transmitir o concurso ao vivo, mas podem transmiti-lo com algum atraso em um momento que seja mais apropriado para a transmissão de televisão infantil.
O concurso de 2007 foi o tema do documentário de 2008 Sounds Like Teen Spirit: A Popumentary. O filme acompanhou vários competidores enquanto eles percorriam seu caminho através das finais nacionais e para o show em si.  Foi exibido no Festival Internacional de Cinema de Toronto 2008 e estreou em Ghent, Bélgica e Limassol, Chipre, onde o concurso de 2008 foi realizado.

## Formato
O formato do concurso permaneceu relativamente inalterado ao longo de sua história, na medida em que consiste em sucessivas apresentações musicais ao vivo dos artistas inscritos pelas emissoras participantes. A EBU afirma que o objectivo do programa é "promover jovens talentos no domínio da música popular, incentivando a competição entre os intérpretes".
O programa sempre foi exibido em uma noite de sábado no final de novembro / início de dezembro e dura aproximadamente duas horas e quinze minutos. Desde 2016, o concurso é exibido no início da noite de domingo.
Tradicionalmente, o concurso consistirá em uma cerimônia de abertura em que os artistas são recebidos no evento, as apresentações das inscrições, uma recapitulação das canções para ajudar os telespectadores a decidir em quais inscrições votar, um ato de intervalo geralmente realizado após o televoto ter encerrado, o resultado da votação por televotação ou votação do júri de apoio, seguida da declaração do vencedor e da repetição da canção vencedora. Em vários pontos ao longo do programa, as redes podem optar por alguns minutos para exibir um intervalo comercial.
Desde 2008, a inscrição vencedora de cada concurso foi decidida por uma mistura de televotação e júris nacionais, cada um contando com cinquenta por cento dos pontos atribuídos por cada país. Os vencedores de todos os concursos anteriores foram decididos exclusivamente por televoto. Os dez trabalhos que receberam mais votos em cada país recebem pontos que variam de um a oito, depois dez e doze. Esses pontos são então anunciados ao vivo durante o programa por um porta-voz que representa o país participante (que, como os participantes, tem entre dez e quinze anos). Assim que todos os países participantes anunciarem seus resultados, o país que receber mais pontos será declarado o vencedor do concurso daquele ano.
Até 2013 os vencedores recebem um troféu e um certificado. Desde 2013, o vencedor, vice-campeão e terceiro lugar ganham troféus e certificados.
Originalmente, ao contrário de sua versão adulta, o país vencedor não recebia os direitos de sediar o próximo concurso. De 2014 a 2017, o país vencedor recusou sediar o concurso seguinte. A Itália usou esta cláusula em 2015 para recusar hospedar o concurso naquele ano após sua vitória em 2014. Em 15 de outubro de 2017, a EBU anunciou um retorno ao sistema original em 2018, alegando que isso ajudaria a fornecer às emissoras mais tempo para preparar, garantindo a continuação do concurso no futuro. No entanto, a partir de 2019 até 2024, todas as competições foram hospedadas pelo país vencedor do ano anterior.
O concurso geralmente conta com dois apresentadores, um homem e uma mulher, que regularmente aparecem no palco e com os competidores na sala verde. Os apresentadores também são responsáveis por repetir os resultados imediatamente após o porta-voz de cada emissora para confirmar a qual país os pontos estão sendo atribuídos. Entre 2003 e 2012, os porta-vozes distribuíram os pontos no mesmo formato do concurso adulto, tendo como pano de fundo uma grande cidade daquele país no estúdio da emissora nacional. A partir de 2013, os porta-vozes atribuem os pontos de seu país no palco da arena, ao contrário do concurso adulto em que os porta-vozes são transmitidos ao vivo de seu respectivo país.
Apesar do Festival Eurovisão da Canção Júnior ser modelado no formato do Festival Eurovisão da Canção, existem muitas diferenças distintas que são exclusivas do concurso infantil. De 2005 a 2015, cada competidor recebia automaticamente 12 pontos para evitar que os competidores marcassem zero pontos, embora terminar com um total de 12 pontos fosse essencialmente o mesmo que receber zero, no entanto, nenhuma entrada jamais recebeu pontos nulos na pontuação total.

## Restrições de entrada
A música deve ser escrita e cantada no idioma nacional (ou em um dos idiomas nacionais) do país representado. No entanto, eles também podem ter algumas linhas em um idioma diferente. A mesma regra foi aplicada no concurso para adultos de 1966 a 1972 e novamente de 1977 a 1998. Essa regra foi alterada posteriormente para que até 25% de uma canção pudesse estar em um idioma diferente, geralmente o inglês. Essa regra foi alterada novamente em 2017, permitindo agora que até 40% estejam em inglês.
Originalmente, a competição era aberta a crianças entre 8 e 15 anos, no entanto, em 2007, a faixa etária foi reduzida para que apenas crianças de 10 a 15 anos no dia do concurso pudessem entrar. Em 2016 a faixa etária foi alterada novamente. A partir de agora podem participar crianças dos 9 aos 14 anos no dia do concurso.
A música enviada para o concurso não pode ter sido lançada comercialmente e deve durar no máximo 3 minutos. A regra que estabelecia que os intérpretes também não deveriam ter lançado música comercialmente anteriormente estava ativa de 2003 a 2006. Essa regra foi abandonada em 2007, permitindo que cantores e bandas já experientes participassem da competição. Como resultado, a NRK optou por se retirar do concurso.
Desde 2008, adultos têm permissão para ajudar na escrita das entradas. Anteriormente, todos os escritores deveriam ter entre 10 e 15 anos

## Organização
O concurso é produzido anualmente pela European Broadcasting Union (EBU). O supervisor executivo original do concurso foi Svante Stockselius, que também chefiou o "Grupo Diretor" que decide sobre as regras do concurso, que apresentará o próximo concurso e supervisionará toda a produção de cada programa. Em 2011, ele foi sucedido por Sietse Bakker. Em 2013, Vladislav Yakovlev assumiu o cargo. Yakovlev foi demitido sem nenhum motivo claro após três disputas, e foi substituído por Jon Ola Sand, que era Supervisor Executivo do Festival Eurovisão da Canção desde 2011. Em 30 de setembro de 2019, Sand anunciou sua intenção de deixar o cargo de Supervisor Executivo e Chefe de Eventos ao Vivo após o Festival Eurovisão da Canção 2020, que foi posteriormente cancelado devido à pandemia COVID-19.  Martin Österdahl foi nomeado seu substituto, começando com o concurso de 2020
As reuniões do Grupo Diretor costumam incluir os "Chefes de Delegação", cuja principal função é fazer a ligação entre a UER e a emissora que representam. É também seu dever assegurar que os artistas nunca sejam deixados sozinhos sem um adulto e "criar uma atmosfera de equipa entre os [artistas] e desenvolver a sua experiência e sentido de comunidade".
A tabela abaixo lista todos os Supervisores Executivos do Festival Eurovisão da Canção Júnior desde a primeira edição (2003):
| País        | Nome               | Ano(s)    |
| ----------- | ------------------ | --------- |
| Sweden      | Svante Stockselius | 2003–2010 |
| Netherlands | Sietse Bakker      | 2011–2012 |
| Russia      | Vladislav Yakovlev | 2013–2015 |
| Norway      | Jon Ola Sand       | 2016–2019 |
| Sweden      | Martin Österdahl   | 2020–     |

### Logotipo e Tema

A 'garota cantora' que fazia parte do logotipo do concurso entre 2003-2007.

O logotipo do Festival Eurovisão da Canção Júnior usado entre 2008–2014.

O antigo logotipo genérico foi introduzido no concurso de 2008 em Limassol, para criar uma identidade visual consistente. A cada ano do concurso, o país anfitrião cria um subtema que geralmente é acompanhado e expresso por um sub logo e slogan. O tema e o slogan são anunciados pela EBU e pela emissora nacional do país anfitrião.
O logotipo genérico foi reformulado em março de 2015, sete anos após a criação do primeiro logotipo genérico. O logotipo foi usado pela primeira vez no concurso de 2015 em Sófia.
O logotipo genérico foi novamente atualizado depois que Nice foi revelada como a cidade-sede do concurso de 2023, onde é apresentado o símbolo da "bandeira do coração" do Festival Eurovisão da Canção. Ele está programado para ser usado pela primeira vez em 2023.

O logotipo do Festival Eurovisão da Canção Júnior usado entre 2015–2022.

### Slogans
Desde o concurso de 2005, slogans foram introduzidos no programa. O slogan é decidido pela emissora hospedeira e com base no slogan, o tema e o design visual são desenvolvidos.
| Ano  | País          | Cidade    | Slogan                |
| ---- | ------------- | --------- | --------------------- |
| 2005 | Bélgica       | Hasselt   | Let's Get Loud        |
| 2006 | Roménia       | Bucharest | Let the Music Play    |
| 2007 | Países Baixos | Rotterdam | Make a Big Splash     |
| 2008 | Chipre        | Limassol  | Fun in the Sun        |
| 2009 | Ucrânia       | Kyiv      | For the Joy of People |
| 2010 | Bielorrússia  | Minsk     | Feel the Magic        |
| 2011 | Arménia       | Yerevan   | Reach for the top!    |
| 2012 | Países Baixos | Amsterdam | Break the Ice         |
| 2013 | Ucrânia       | Kyiv      | Be Creative           |
| 2014 | Malta         | Marsa     | #Together             |
| 2015 | Bulgária      | Sófia     | #Discover             |
| 2016 | Malta         | Valletta  | Embrace               |
| 2017 | Geórgia       | Tbilisi   | Shine Bright          |
| 2018 | Bielorrússia  | Minsk     | #LightUp              |
| 2019 | Polónia       | Gliwice   | Share the Joy         |
| 2020 | Polónia       | Varsóvia  | #MoveTheWorld         |
| 2021 | França        | Paris     | Imagine               |
| 2022 | Arménia       | Yerevan   | Spin The Magic        |
| 2023 | França        | Nice      | Heroes                |
| 2024 | Espanha       | Madrid    |                       |

## Participantes

Participantes do Festival Eurovisão da Canção Júnior, coloridos pela década de estreia

Apenas as emissoras membros ativos da EBU têm permissão para participar e votar no concurso, embora o concurso tenha sido exibido em vários países não participantes,
A participação no concurso tende a mudar drasticamente a cada ano. As emissoras escandinavas originais deixaram o concurso em 2006 porque consideraram o tratamento dispensado aos competidores antiético, e reviveram a competição MGP Nordic, que não tinha sido produzida desde o início do Festival Eurovisão Júnior da Canção. Dos quarenta países, apenas a Holanda participou todos os anos desde o primeiro concurso em 2003.
41 países competiram pelo menos uma vez. Estão listados todos os países que já participaram da competição no ano em que se estreou:
| Ano  | Pais |
| ---- | --- |
| 2003 | Bélgica, Bielorrússia, Chipre, Croácia, Dinamarca, Espanha, Malta, Macedónia do Norte, Grécia, Letónia, Noruega, Países Baixos, Polónia, Grã-Bretanha, Roménia, Suécia |
| 2004 | França, Suíça |
| 2005 | Rússia, Sérvia e Montenegro |
| 2006 | Portugal, Sérvia, Ucrânia |
| 2007 | Arménia, Bulgária, Geórgia, Lituânia |
| 2010 | Moldávia |
| 2012 | Albânia, Azerbaijão, Israel |
| 2013 | San Marino |
| 2014 | Itália, Montenegro, Eslovénia |
| 2015 | Irlanda, Austrália |
| 2018 | Cazaquistão, País de Gales |
| 2020 | Alemanha |
| 2023 | Estónia |

## Vencedores
Ao todo, doze países venceram o concurso desde o concurso inaugural em 2003. Seis venceram o concurso uma vez: Croácia, Itália, Espanha, Ucrânia e Países Baixos. Cinco venceram a disputa duas vezes: Armênia, Bielorrússia, Malta, Polónia e Rússia; enquanto a Geórgia e França venceram três vezes. Croácia e Itália conquistaram suas vitórias em sua participação de estreia na competição.
| Ano  | Data           | Sede          | Vencedor      | Musica                          | Artista             | Pontos | Margem | Segundo Colocado |
| ---- | -------------- | ------------- | ------------- | ------------------------------- | ------------------- | ------ | ------ | ---------------- |
| 2003 | 15 novembro    | Copenhagen    | Croácia       | "Ti si moja prva ljubav"        | Dino Jelusić        | 134    | 9      | Espanha          |
| 2004 | 20 novembro    | Lillehammer   | Espanha       | "Antes muerta que sencilla"     | María Isabel        | 171    | 31     | Reino Unido      |
| 2005 | 26 novembro    | Hasselt       | Bielorrússia  | "My vmeste" (Мы вместе)         | Ksenia Sitnik       | 149    | 3      | Espanha          |
| 2006 | 2 dezembro     | Bucareste     | Rússia        | "Vesenniy Jazz" (Весенний джаз) | Tolmachevy Sisters  | 154    | 25     | Bielorrússia     |
| 2007 | 8 dezembro     | Rotterdam     | Bielorrússia  | "S druz'yami" (С друзьями)      | Alexey Zhigalkovich | 137    | 1      | Arménia          |
| 2008 | 22 dezembro    | Limassol      | Geórgia       | "Bzz.."                         | Bzikebi             | 154    | 19     | Ucrânia          |
| 2009 | 21 novembro    | Kiev          | Países Baixos | "Click Clack"                   | Ralf Mackenbach     | 121    | 5      | Arménia          |
| 2009 | 21 novembro    | Kiev          | Países Baixos | "Click Clack"                   | Ralf Mackenbach     | 121    | 5      | Rússia           |
| 2010 | 20 novembro    | Minsk         | Arménia       | "Mama" (Մամա)                   | Vladimir Arzumanyan | 120    | 1      | Rússia           |
| 2011 | 3 dezembro     | Yerevan       | Geórgia       | "Candy Music"                   | CANDY               | 108    | 5      | Países Baixos    |
| 2012 | 1 dezembro     | Amsterdam     | Ucrânia       | "Nebo" (Небо)                   | Anastasiya Petryk   | 138    | 35     | Geórgia          |
| 2013 | 30 novembro    | Kiev          | Malta         | "The Start"                     | Gaia Cauchi         | 130    | 9      | Ucrânia          |
| 2014 | 15 novembro    | Ilha de Malta | Itália        | "Tu primo grande amore"         | Vincenzo Cantiello  | 159    | 12     | Bulgária         |
| 2015 | 21 novembro    | Sófia         | Malta         | "Not My Soul"                   | Destiny Chukunyere  | 185    | 9      | Arménia          |
| 2016 | 20 novembro    | Valletta      | Geórgia       | "Mzeo" (მზეო)                   | Mariam Mamadashvili | 239    | 7      | Arménia          |
| 2017 | 26 novembro    | Tbilisi       | Rússia        | "Wings"                         | Polina Bogusevich   | 188    | 3      | Geórgia          |
| 2018 | 25 novembro    | Minsk         | Polónia       | "Anyone I Want to Be"           | Roksana Węgiel      | 215    | 12     | França           |
| 2019 | 24 novembro    | Gliwice       | Polónia       | "Superhero"                     | Viki Gabor          | 278    | 51     | Cazaquistão      |
| 2020 | 29 novembro    | Polónia       | França        | "J'imagine"                     | Valentina           | 200    | 48     | Cazaquistão      |
| 2021 | 19 dezembro    | Paris         | Arménia       | "Qami Qami"                     | Maléna              | 224    | 7      | Polónia          |
| 2022 | 11 dezembro    | Yerevan       | França        | "Oh maman!"                     | Lissandro           | 203    | 23     | Arménia          |
| 2023 | 26 de novembro | Nice          | França        | "Cœur"                          | Zoé Clauzure        | 228    | 27     | Espanha          |
| 2024 | 16 de novembro | Madrid        |               |                                 |                     |        |        |                  |

## Atos de intervalo e participações especiais

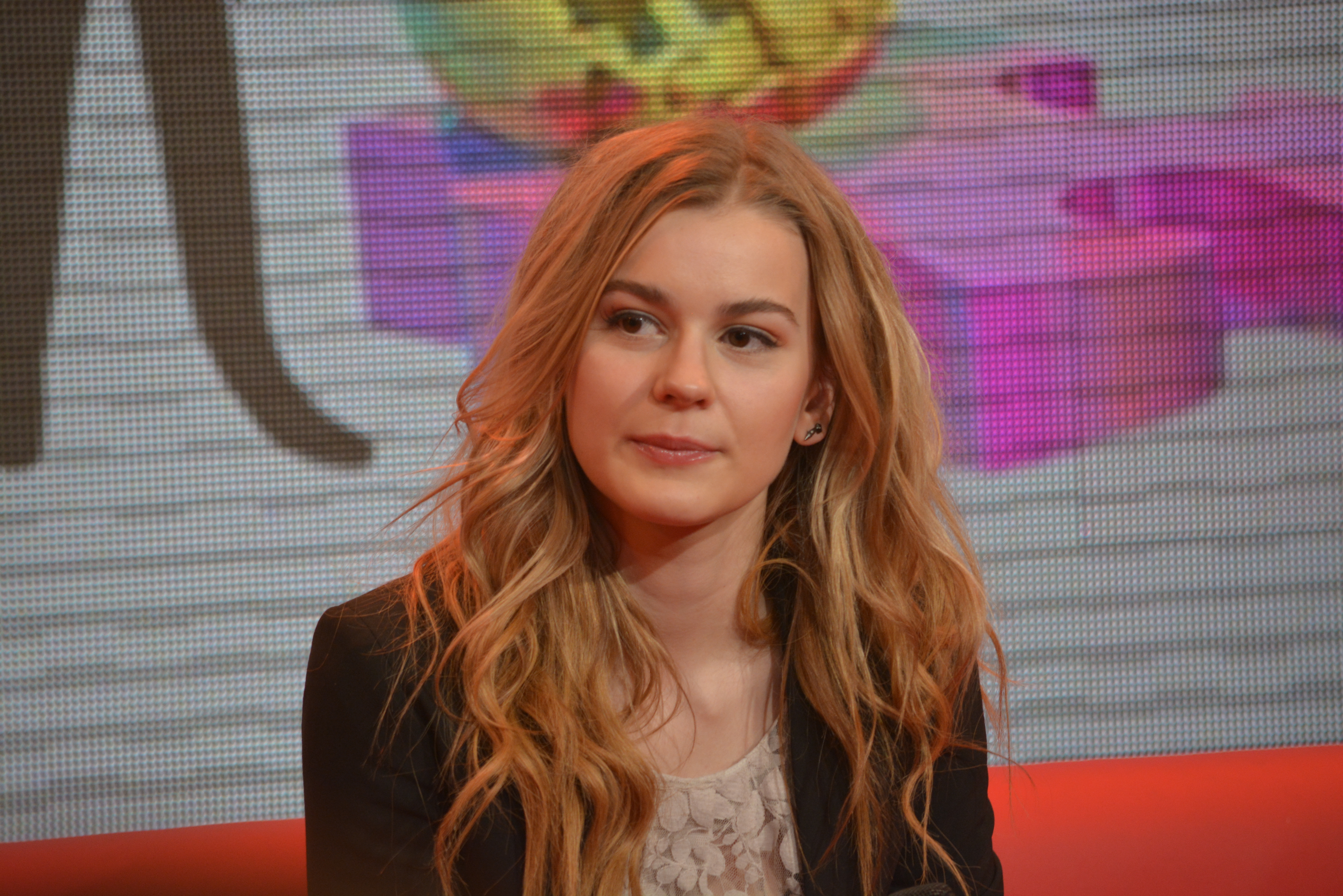
Emmelie de Forest em uma conferência de imprensa do JESC em Kiev, Ucrânia (2013)

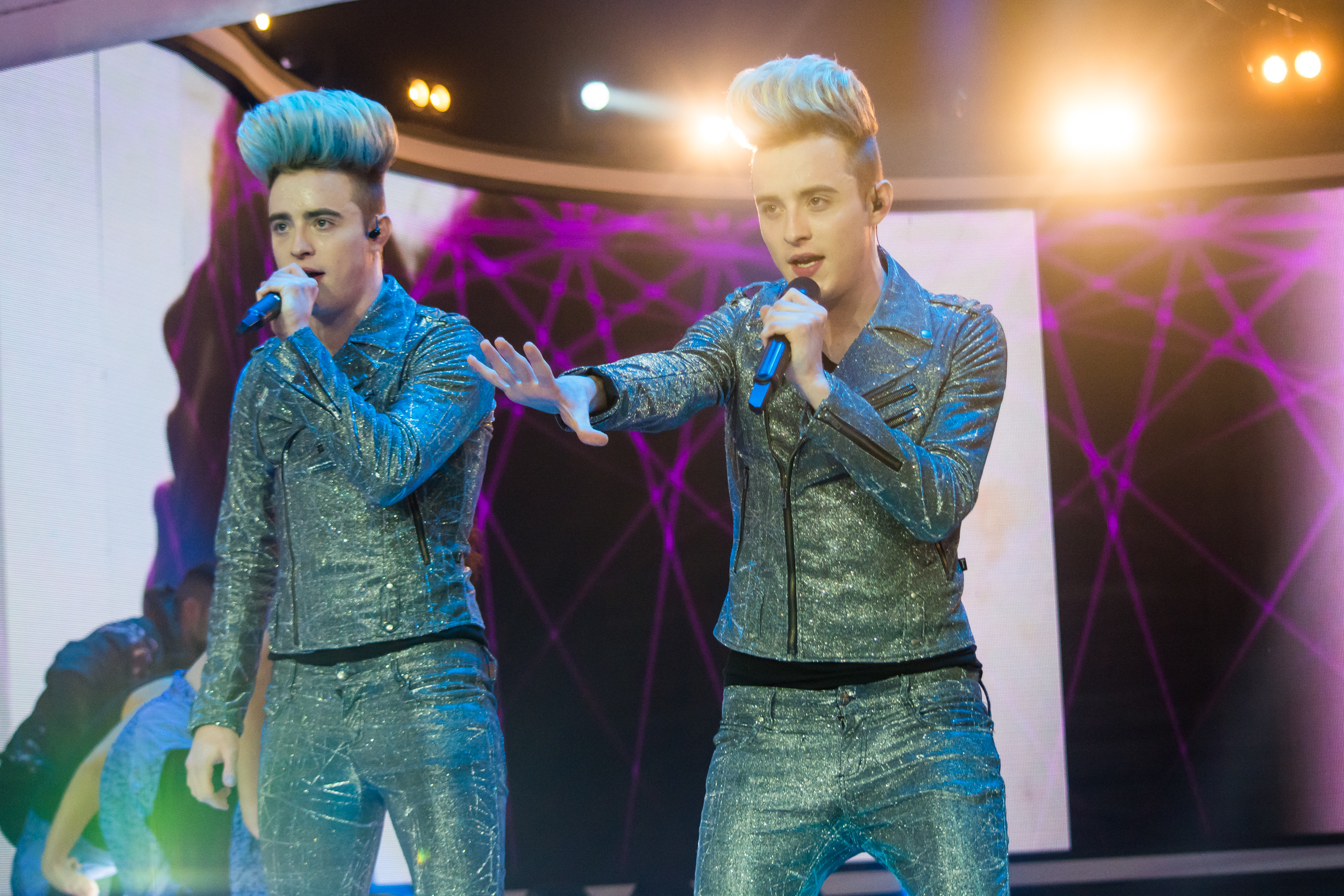
Jedward no palco apresentando "Hologram" durante o intervalo em 2016

A tradição de atos de intervalo entre as músicas do programa da competição e o anúncio da votação foi estabelecida desde o concurso inaugural em 2003. O entretenimento de intervalo incluiu atos como grupos femininos Sugababes e a banda de rock Busted (2003), Westlife em 2004, malabarista Vladik Myagkostupov do mundialmente famoso Cirque du Soleil (2005) e a cantora Katie Melua em 2007.
Ex-participantes e vencedores do Festival Eurovisão da Canção também se apresentaram como artistas de intervalo, como Dima Bilan e Evridiki em 2008, Ani Lorak (2009), Alexander Rybak em 2010 e Sirusho (2011). Emmelie de Forest e a co-apresentadora daquele ano, Zlata Ognevich, se apresentaram em 2013. A apresentadora de 2015, O vencedor de 2019, Duncan Laurence, e a pretendida participante polonesa de 2020, Alicja Szemplińska, atuaram como atos de intervalo no concurso de 2020, com o primeiro tendo sua aparência via chroma key. A vice-campeã de 2021, Barbara Pravi, a participante armênia de 2022, Rosa Linn, e a participante francesa de 2016, Amir, fizeram o mesmo nas edições de 2021, 2022 e 2023, respectivamente.
Os vencedores da Eurovisão Júnior de 2003 a 2009 realizaram um medley de suas participações juntos no palco durante o intervalo de 2010. No intervalo de 2022, 11 vencedores anteriores se apresentaram em um medley com todas as músicas vencedoras até o momento, por ocasião da 20ª edição do evento; as outras oito canções vencedoras foram interpretadas pelo Coro Infantil da Diocese de Tavuxe.
O vencedor anterior já se apresentou em diversas ocasiões desde 2005 e, a partir de 2013, todos os participantes cantaram juntos uma "música comum" no palco durante o intervalo. Apresentações semelhantes ocorreram em 2007 e 2010 com as canções especialmente encomendadas pela UNICEF "One World" e "A Day Without War" respectivamente, este último com Dmitry Koldun. A canção de caridade oficial do concurso de 2012 foi "We Can Be Heroes", cujo dinheiro das vendas foi para a instituição de caridade infantil holandesa KidsRights Foundation.
O evento de 2008 em Limassol, Chipre, terminou com os apresentadores convidando todos ao palco para cantar "Hand in Hand", que foi escrita especialmente para a UNICEF.
Ruslana foi convidada para se apresentar no concurso de 2013, que aconteceu na capital de seu país Kyiv. No entanto, no dia do concurso ela retirou-se do espectáculo, em protesto contra a violência desproporcional usada contra os manifestantes durante o Euromaidan.
Desde 2004 (com exceção de 2014 e 2017), a abertura do espetáculo inclui um “Desfile das Nações” ou “Desfile das Bandeiras”, semelhante à cerimônia de abertura dos Jogos Olímpicos. O desfile aconteceu em algumas edições anteriores do concurso adulto, mas foi adotado oficialmente pelo Festival Eurovisão da Canção em 2013 e tem continuado todos os anos desde então.

## Festival Eurovisão da Canção
Abaixo está uma lista de ex-participantes do Festival Eurovisão da Canção que passaram a participar da versão sênior do concurso. Desde 2014, o vencedor do Festival Eurovisão da Canção Júnior foi convidado como convidado para o concurso adulto do ano seguinte.
| País          | Participante         | JESC Ano | ESC Ano | Notas                                                                                   |
| ------------- | -------------------- | -------- | ------- | --------------------------------------------------------------------------------------- |
| Polónia       | Weronika Bochat      | 2004     | 2010    | Vocal de apoio de Marcin Mroziński                                                      |
| Sérvia        | Nevena Božović       | 2007     | 2013    | Fez parte dos Moje 3 com a canção "Ljubav je svuda" ficando em 11º Lugar na Semi-Final. |
| Sérvia        | Nevena Božović       | 2007     | 2019    | Participou com "Kruna" ficando em 18º Lugar na final                                    |
| Rússia        | Tolmachevy Sisters   | 2006     | 2014    | Participou com "Shine" ficando em 7º Lugar na final                                     |
| San Marino    | Michele Perniola     | 2013     | 2015    | Fez parte do dueto com a canção "Chain of Lights" ficando em 16º Lugar na Semi-Final    |
| San Marino    | Anita Simoncini      | 2014     | 2015    | Fez parte do dueto com a canção "Chain of Lights" ficando em 16º Lugar na Semi-Final    |
| Arménia       | Monica               | 2008     | 2016    | Vocal de apoio de Iveta Mukuchyan                                                       |
| Países Baixos | O'G3NE               | 2007     | 2017    | Participou com "Lights and Shadows" ficando em 11º Lugar na final                       |
| Países Baixos | Stefania Liberakakis | 2016     | 2020    | Iria representar a Grécia com "Supergirl"; concurso cancelado                           |
| Países Baixos | Stefania Liberakakis | 2016     | 2021    | Represented Greece with "Last Dance" which placed tenth in the final                    |
| Lituânia      | Ieva Zasimauskaitė   | 2007     | 2018    | Participou com "When We're Old" ficando em 12º Lugar na final                           |
| Malta         | Destiny Chukunyere   | 2015     | 2019    | Vocal de apoio de Michela                                                               |
| Malta         | Destiny Chukunyere   | 2015     | 2020    | Iria competir com "All of My Love"; concurso cancelado                                  |
| Malta         | Destiny Chukunyere   | 2015     | 2021    | Competiu com "Je me casse" que ficou em sétimo lugar na final                           |
| Geórgia       | Iru Khechanovi       | 2011     | 2023    | Participou com Echo ficando em 29° Lugar (12° na Segunda Semi-Final)                    |